# Cmentarz żydowski w Zieluniu
Cmentarz żydowski w Zieluniu – kirkut mieści się na niewielkim wzgórzu w lesie na południowy zachód od wsi, w odległości około 500 metrów od miejscowości. Do dziś nie zachowały się na nim żadne macewy. Jeszcze po wojnie na kirkucie znajdowały się nagrobki, jednak po jakimś czasie zostały one wykorzystane do różnych celów przez mieszkańców okolicznych wiosek.